# Трипразеодимундекаалюминий
Трипразеодимундекаалюминий — бинарное неорганическое соединение, интерметаллид алюминия и празеодима с формулой Al11Pr3, кристаллы.

## Получение
- Сплавление стехиометрических количеств чистых веществ:

{\displaystyle {\mathsf {11Al+3Pr\ {\xrightarrow {1240^{o}C}}\ Al_{11}Pr_{3}}}}

## Физические свойства
Трипразеодимундекаалюминий образует кристаллы ромбической сингонии, пространственная группа I mmm, параметры ячейки a = 0,4446 нм, b = 1,2949 нм, c = 1,0005 нм, Z = 2,
структура типа трилантанундекаалюминия Al11La3.
При температуре 965 °C происходит переход в фазу тетрагональной сингонии, пространственная группа I 4/mmm, параметры ячейки a = 0,436 нм, c = 1,0010 нм, Z = 2/3,
структура типа барийтетраалюминия Al4Ba.
Соединение образуется по перитектической реакции при температуре 1240 °C.